# Guillaume Blanchard (maire de Nantes)
Pour les autres membres de la famille, voir Famille Blanchard de la Musse.
Guillaume Blanchard, seigneur de La Chapelle, mort le  20 décembre 1641, était conseiller du roi et procureur au présidial de Nantes, maire de Nantes du 19 août 1631 au 15 août 1632.

## Biographie
Guillaume Blanchard est le fils de Pierre Blanchard (1580-1606), sieur de La Chapelle, lieutenant du château de Blain, et d'Anne Peczen. Il épouse Michelle Viau, dame de Château-Gaillard, fille de Sébastien Viau , sieur de La Civelière, de La Noë, du Pé Pucelle et de La Landière, sous-maire de Nantes, et de Barbe Le Meneust . Il est le cousin de Jean Blanchard, neveu de Mathurin Blanchard (1556-1634), vicaire général de Mgr Philippe Cospéan.
Il est le père de Jean Blanchard, chanoine de la cathédrale de Nantes, prieur d'Indre et chapelain de la Reine.
Avocat à la cour et alloué des régaires, il devient conseiller du roi et procureur au présidial de Nantes.
Il est maire de Nantes du 19 août 1631 au 15 août 1632.